# 棟布羅瓦縣
棟布羅瓦縣（波蘭語：Powiat dąbrowski），是波蘭的縣份，位於該國東南部，由小波蘭省負責管轄，首府設於塔爾努夫的棟布羅瓦，面積530平方公里，2006年人口58,572，人口密度每平方公里110人。